# Gazprom-RusVelo
A Gazprom-RusVelo (código UCI: GAZ) é uma equipa ciclista profissional russa de ciclismo de estrada de categoria UCI ProTeam e Pista, fundada em 2011. Participa nas divisões de ciclismo de estrada UCI ProSeries, e os Circuitos Continentais da UCI, correndo assim mesmo naquelas carreiras do circuito UCI WorldTour às que é convidado.
Ainda que sejam de diferentes modalidades consideram-se a mesma equipa já que compartilham 3 dos seus directores (Heiko Salzwedel, Andreas Lang, Henk Vogels) além de grande parte dos seus corredores, apesar de ter diferentes sedes: o de estrada em Zurique (Suíça) e o de pista em Moscovo. De facto, o seu director principal, Heiko Salzwedel, declarou que o seu âmbito de actuação são as duas disciplinas.
A sua estrutura também conta com uma equipa feminina com o mesmo nome, também com sede em Zurique. Neste também se combina ciclismo de estrada com o de pista.

## História da equipa
A RusVelo fundou-se em 2012 (ainda que para a modalidade em pista oficialmente na temporada de 2011-2012), sendo a sua primeiras carreira a Volta ao Táchira e a Copa do Mundo de Pequim.

### Relação com a Katusha Team
Com a criação desta equipa em categoria profissional surgiram dúvidas sobre um possível conflito de interesses com a Katusha de categoria UCI ProTeam. Isso foi como ambas equipas, junto com os filiais Katusha-Itera e Katusha-Itera sub-23, pertencem à sociedade Global Russian Cycling Project. Aliás a Katusha nutre-se dessas equipas filiais.
No entanto o seu director, Heiko Salzwedel, recusou tal relação directa alegando que enquanto em Katusha tem como objectivo principal o Tour de France o RusVelo teria como objectivos principais o Campeonato Mundial de Ciclismo em Pista, os Jogos Olímpicos (em pista) e a contrarrelógio por equipas do Campeonato Mundial de Ciclismo em Estrada (em estrada).
Depois concluio dizendo que:

## Corredor melhor classificado nas Grandes Voltas
| Ano  | Giro d'Italia            | Tour de France | Volta a Espanha |
| ---- | ------------------------ | -------------- | --------------- |
| 2012 | -                        | -              | -               |
| 2013 | -                        | -              | -               |
| 2014 | -                        | -              | -               |
| 2015 | -                        | -              | -               |
| 2016 | 30.º Serguéi Firsánov    | -              | -               |
| 2017 | 40.º Aleksandr Foliforov | -              | -               |
| 2018 | -                        | -              | -               |
| 2019 | -                        | -              | -               |

## Material ciclista
A equipa utiliza bicicletas Colnago. Anteriormente utilizou BMC.

## Sede
A equipa em estrada tem a sua sede em Zurique (Suíça) (Hornbachstrasse 50, 8008), enquanto a de pista tem-o em Moscovo (Sevastopolskiy pr-t 28/1, 117209).

## Classificações UCI
A partir de 2005 a UCI instaurou os Circuitos Continentais da UCI, onde a equipa está desde que se criou em 2012, registado dentro do UCI Europe Tour. Estando nas classificações do UCI Europe Tour Ranking e UCI Asia Tour Ranking. As classificações da equipa e do seu ciclista mais destacado são as seguintes:
| Ano                      | Classificação por equipas | Melhor corredor na classificação individual | Posição |
| 2011-2012 (Asia Tour)    | 19.º                      | Arthur Ershov                               | 55.º    |
| 2011-2012 (America Tour) | 36.º                      | Ivan Rovny                                  | 127.º   |
| 2011-2012 (Europe Tour)  | 22.º                      | Sergey Firsanov                             | 18.º    |
| 2012-2013 (Asia Tour)    | 32.º                      | Leonid Krasnov                              | 28.º    |
| 2012-2013 (Europe Tour)  | 28.º                      | Leonid Krasnov                              | 106.º   |
| 2013-2014 (America Tour) | 32.º                      | Alexandr Serov                              | 278.º   |
| 2013-2014 (Europe Tour)  | 8.º                       | Ilnur Zakarin                               | 9.º     |
| 2013-2014 (Asia Tour)    | 38.º                      | Serguéi Lagutín                             | 111.º   |
| 2015 (Europe Tour)       | 6.º                       | Ivan Savitskiy                              | 30.º    |
| 2015 (Asia Tour)         | 30.º                      | Ivan Savitskiy                              | 43.º    |
| 2016 (Asia Tour)         | 48.º                      | Roman Maikin                                | 111.º   |
| 2016 (Europe Tour)       | 14.º                      | Roman Maikin                                | 69.º    |
| 2017 (Oceania Tour)      | 19.º                      | Pavel Brutt                                 | 88.º    |
| 2017 (Europe Tour)       | 31.º                      | Alexander Porsev                            | 287.º   |
| 2018 (Europe Tour)       | 23.º                      | Aleksandr Vlasov                            | 206.º   |
| 2019 (Europe Tour)       | 15.º                      | Aleksandr Vlasov                            | 89.º    |

## Palmarés

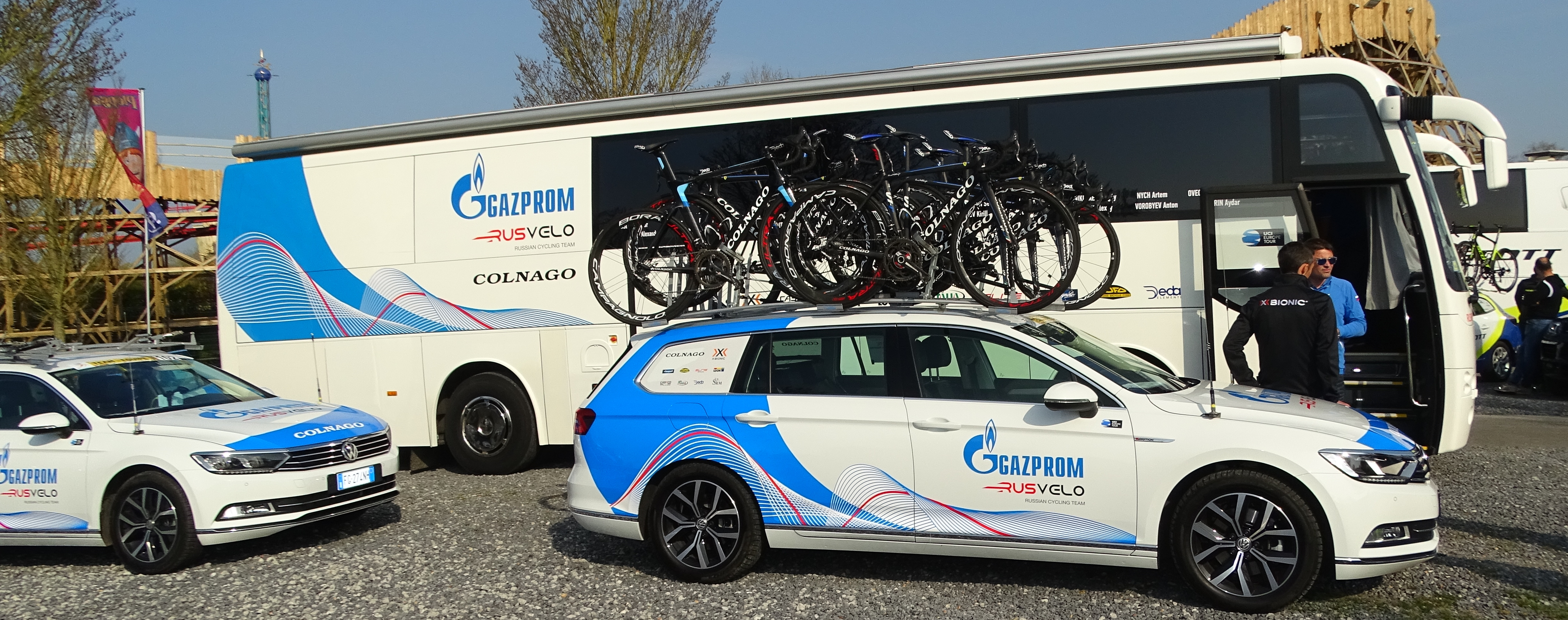
Veículos da equipa

Para anos anteriores, veja-se Palmarés da Gazprom-RusVelo

### Palmarés de 2020

#### UCI ProSeries
| Datas | Circuito | Carreiras | Ganhador |

#### Circuitos Continentais da UCI
| Datas | Circuito | Carreiras | Ganhador |

#### Campeonatos nacionais
| Datas | Carreiras | Ganhador |

## Elencos
Para anos anteriores, veja-se Elencos da Gazprom-RusVelo

### Elenco de 2020
| Nome                 | Nascimento | Nacionalidade | Equipa de 2019                |
| Igor Boev            | 22/11/1989 | Rússia        | Gazprom-RusVelo               |
| Marco Canola         | 26/12/1988 | Itália        | Nippo-Vini Fantini-Faizanè    |
| Nikolay Cherkasov    | 26/09/1996 | Rússia        | Gazprom-RusVelo               |
| Sergei Chernetski    | 09/04/1990 | Rússia        | Caja Rural-Seguros RGA        |
| Damiano Cima         | 13/09/1993 | Itália        | Nippo-Vini Fantini-Faizanè    |
| Imerio Cima          | 29/10/1997 | Itália        | Nippo-Vini Fantini-Faizanè    |
| Vladislav Kulikov    | 08/07/1996 | Rússia        | Gazprom-RusVelo               |
| Alexandr Kulikovskiy | 02/01/1997 | Rússia        | Gazprom-RusVelo               |
| Stepan Kurianov      | 07/12/1996 | Rússia        | Gazprom-RusVelo               |
| Anton Kuzmin         | 20/11/1996 | Cazaquistão   | Astana City                   |
| Viacheslav Kuznetsov | 24/06/1989 | Rússia        | Team Katusha-Alpecin          |
| Denis Nekrasov       | 19/02/1997 | Rússia        | Gazprom-RusVelo               |
| Artem Nych           | 21/03/1995 | Rússia        | Gazprom-RusVelo               |
| Petr Rikunov         | 24/02/1997 | Rússia        | Gazprom-RusVelo               |
| Ivan Rovny           | 30/09/1987 | Rússia        | Gazprom-RusVelo               |
| Alexey Rybalkin      | 16/11/1993 | Rússia        | Gazprom-RusVelo               |
| Cristian Scaroni     | 16/10/1997 | Itália        | Groupama-FDJ Continental      |
| Evgeny Shalunov      | 08/01/1992 | Rússia        | Gazprom-RusVelo               |
| Dmitry Strakhov      | 17/05/1995 | Rússia        | Team Katusha-Alpecin          |
| Simone Velasco       | 02/12/1995 | Itália        | Neri Sottoli-Selle Italia-KTM |